# Военни престъпления: Хавай
„Военни престъпления: Хавай“ (на английски: NCIS: Hawaiʻi) е американски сериал, излъчен премиерно по CBS на 20 септември 2021 г.
Сериалът е създаден от Кристофър Силбър, Джан ш и Мат Босак, които са изпълнителни продуценти с Лари Тенг, който е режисьор на няколко епизода. Сериалът е спиноф на „Военни престъпления“ и четвъртият сериал от поредицата. В сериала участват Ванеса Лаши, Алекс Тарант, Ноа Милс, Ясмин Ал-Бустами, Джейсън Антун, Тори Андерсън и Киан Талан.
През март 2022 г. сериалът е подновен за втори сезон, който е излъчен премиерно на 19 септември 2022 г.

## Актьорски състав

### Главни герои
- Ванеса Лаши – Джейн Тенант[1]
- Алекс Тарант – Кай Холман[2]
- Ноа Милс – Джеси Бун[3]
- Ясмин Ал-Бустами – Луси Тара[1]
- Джейсън Антун – Ърни Малик[1]
- Тори Андерсън – Катрин Мари „Кейт“ Уистлър
- Киан Талан – Алекс Тенант, син на Джейн.

## В България
В България сериалът е излъчен на 27 май 2022 г. по „Фокс“ с разписание всеки делник от 20:00 ч. Дублажът е на „Андарта Студио“. Ролите се озвучават от Елена Русалиева, Гергана Стоянова, Васил Бинев, Мартин Герасков и Александър Митрев.